# Ange Jean Michel Bonaventure de Dax d'Axat
Ange Jean Michel Bonaventure de Dax d'Axat connu à partir de 1788 comme le marquis d'Axat, né le 11 juin 1767 à Bouleternère  (Pyrénées-Orientales) et mort le 18 août 1847 à Vénéjan (Gard), est un militaire français (chef d'escadron) et le maire de Montpellier de 1814 à 1830.

## Famille

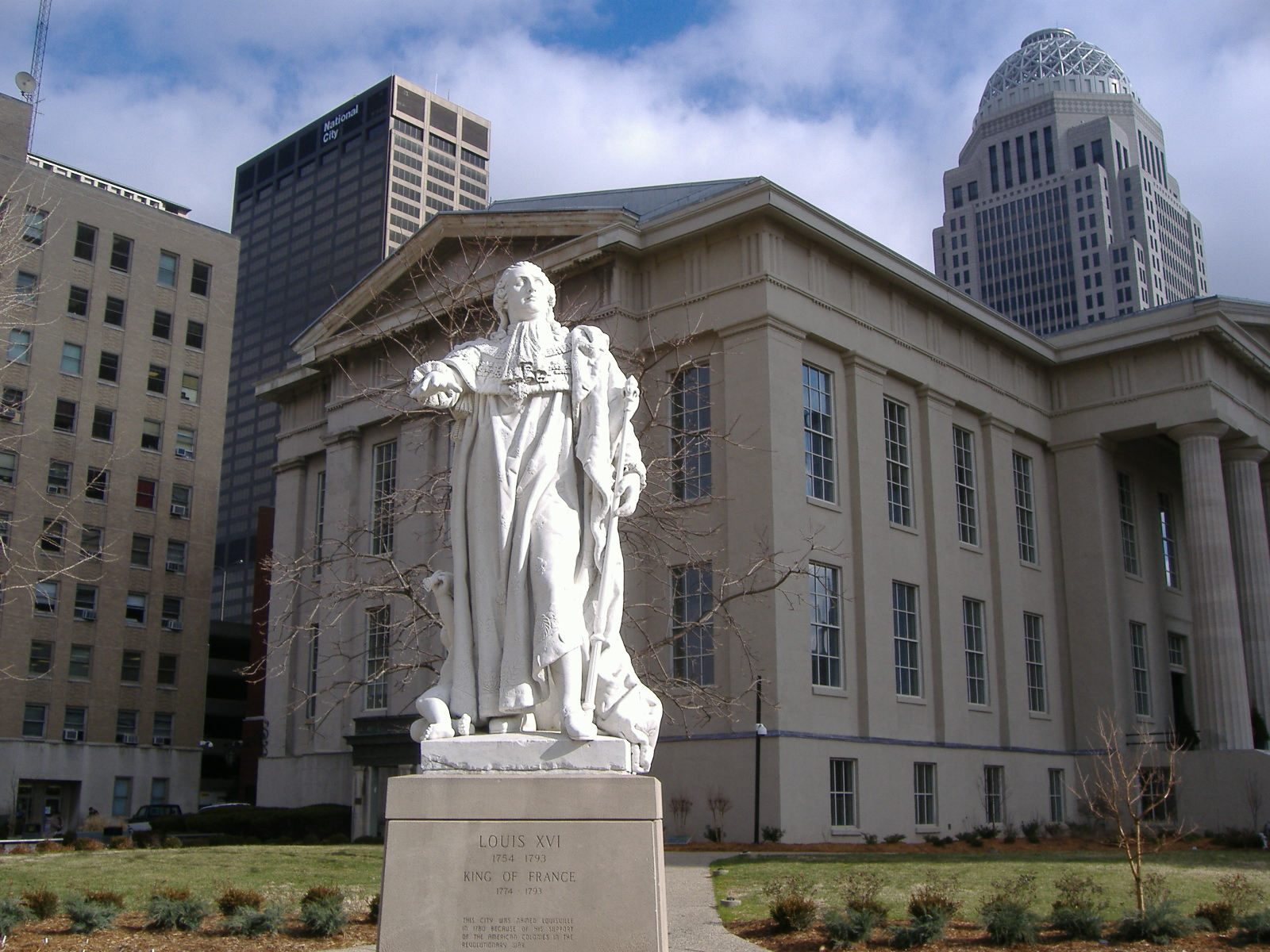
Statue de Louis XVI aujourd'hui à Louisville.

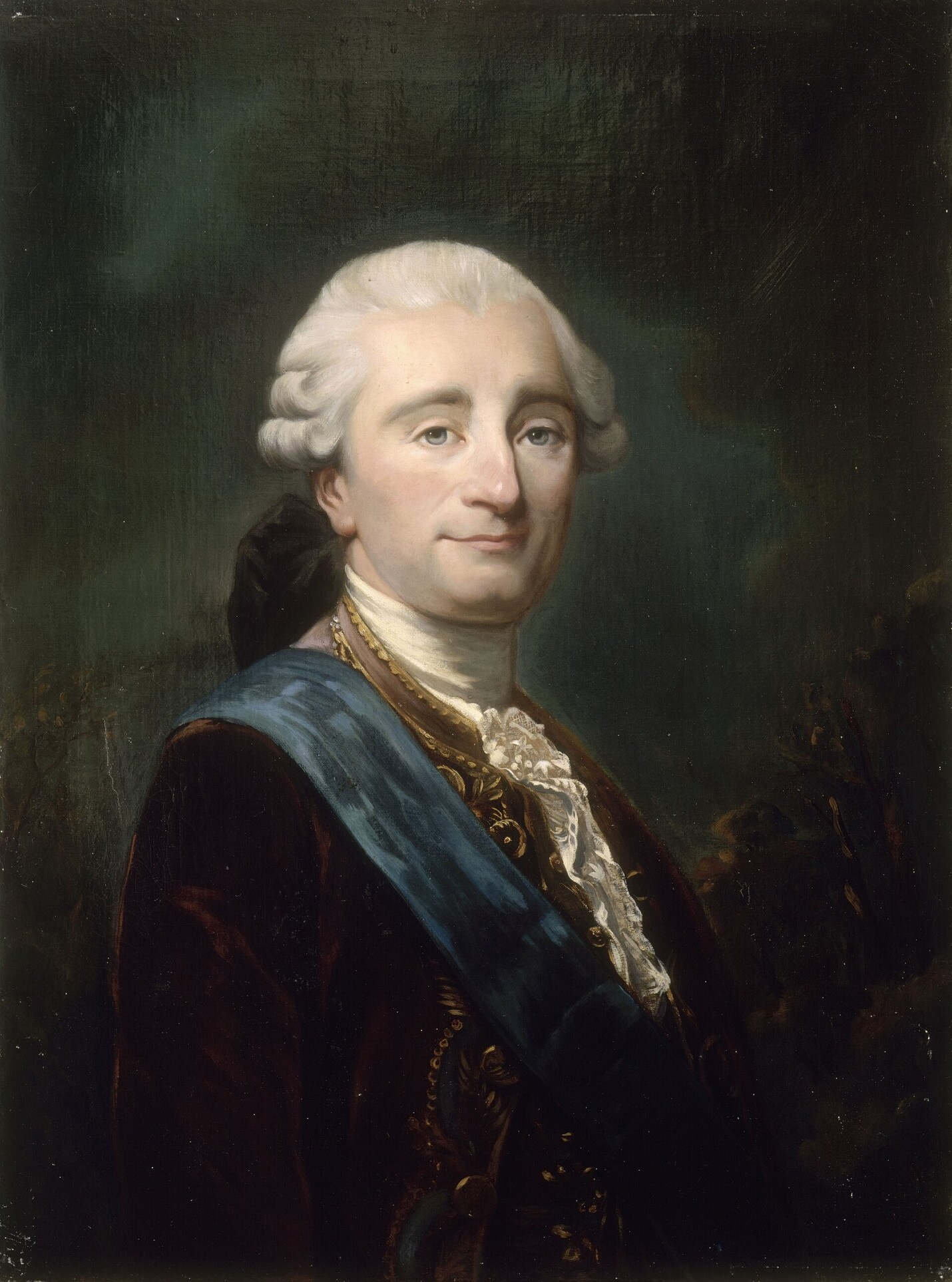
François-Emmanuel Guignard, comte de Saint Priest, beau-père d'Ange Jean Michel Bonaventure de Dax d'Axat

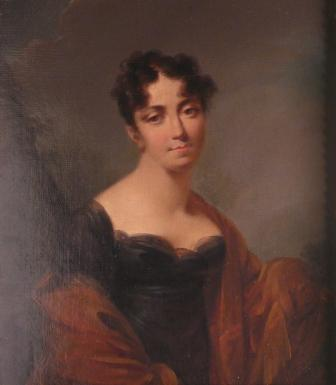
Anastasie Émilie Guignard de Saint-Priest épouse d'Ange Jean Michel Bonaventure de Dax d'Axat

Membre de la famille Dax, il est le fils de Jean chevalier d'Ax et de Thérèse de Chiavary.
En 1788, Marc Antoine de Dax marquis d’Axat son cousin, dont il est l'héritier institué, décède. Il recueille en 1788 l'héritage de son cousin qui est le dernier représentant de la branche aînée, mort sans postérité de son mariage avec  Mathurine Guignard de Saint-Priest, fille de Jean-Emmanuel Guignard, vicomte de Saint-Priest et prend le titre de marquis de Dax d'Axat,. Lorsqu'il est fait chevalier de l'Ordre royal et militaire de Saint-Louis en 1814, reçu dans l'ordre par Monsieur, frère du roi, comte d'Artois en personne, son brevet de chevalier daté de 1814 est accordé au « marquis d'Axat » et signé « Louis » de la main du roi Louis XVIII. Ce même brevet sera ultérieurement revêtu en 1821 d'un rappel exprès de ce titre de marquis d'Axat suivi d'un visa spécifique du Sceau de France, recevant aussi dans le même temps, juste en dessous de ce visa du Sceau de France et de la mention : « Le Garde des sceaux de France », la signature de:  « Joseph-Marie Portalis, 1er comte Portalis », secrétaire d'État à la Justice, le brevet étant également à cette occasion scellé du Grand Sceau de France appendu par un cordon de soie aux présentes. Le 19 juillet 1824, il est autorisé par un jugement du tribunal civil de  Montpellier de changer son nom d'Ax en de Dax.
Il épouse en 1797 Anasthasie Émilie Guignard de Saint-Priest, fille de François-Emmanuel Guignard, comte de Saint-Priest, ambassadeur de Louis XV et de Louis XVI puis dernier ministre de la Maison du Roi (1789–1790) et premier ministre de l'Intérieur (1790–1791) et de Wilhelmine Constance von Ludolf, comtesse du Saint-Empire. Ils eurent 6 enfants.

## Carrière militaire
Elève à l'école royale militaire de Sorèze, de 1776 à 1781, cadet gentilhomme à l'École militaire en 1782, sous-lieutenant dans le régiment de Bassigny en 1784, émigré en 1792, il se rend en Espagne où il fait les campagnes de 1793-1794-1795 dans l'Armée des émigrés d'abord comme volontaire dans un corps d'émigrés puis comme officier dans le bataillon de la Frontera. Incorporé en 1796 dans le régiment de Bourbon (créé en 1796 par Claude-Anne de Rouvroy marquis puis duc de Saint-Simon, unité opérant au sein de l'armée espagnole), il rentre en France en 1797. Il est nommé chef de bataillon en 1817 par brevet signé du roi Louis XVIII pris en faveur du « marquis d'Axat ».

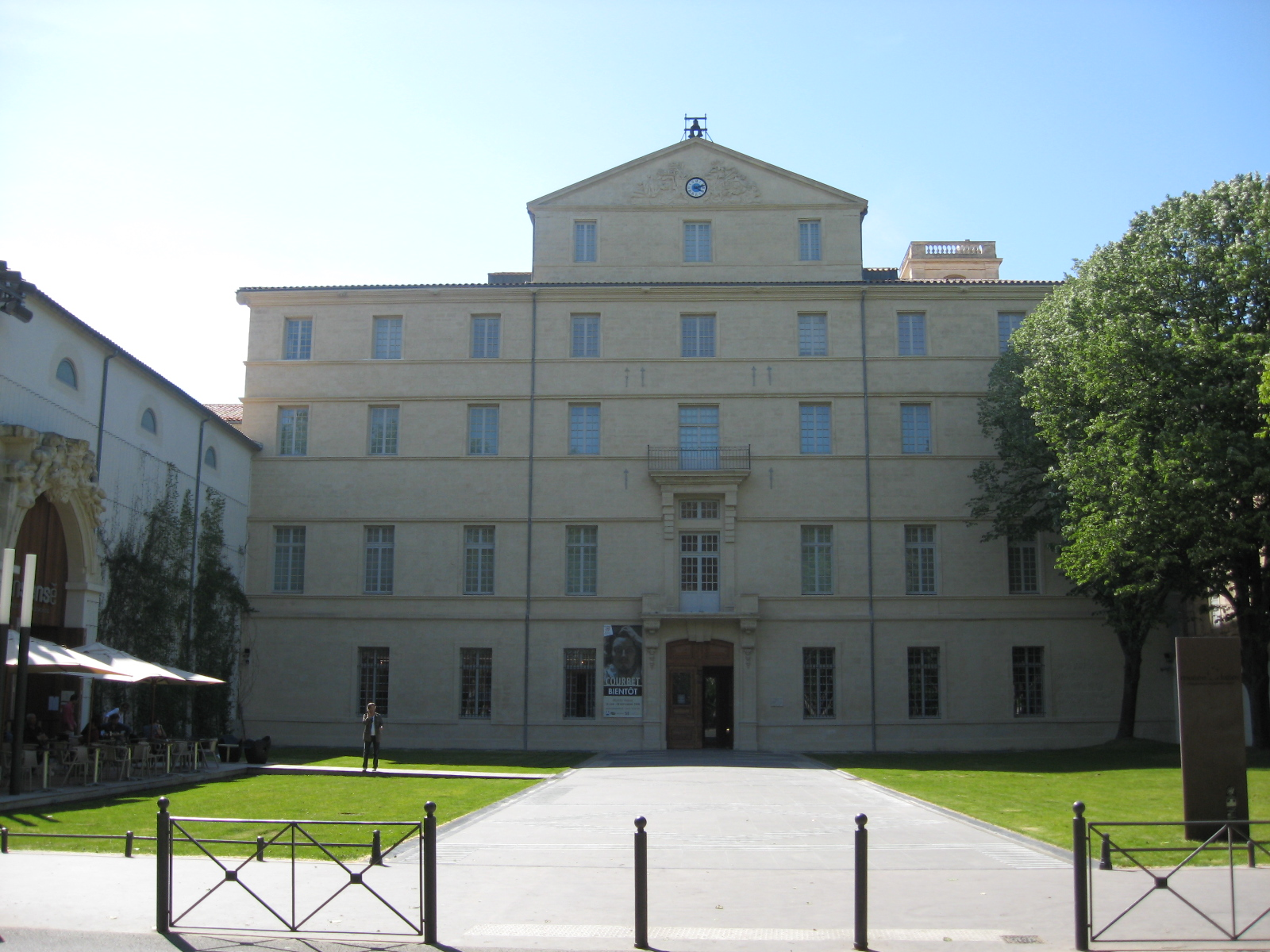
Le Musée Fabre de Montpellier

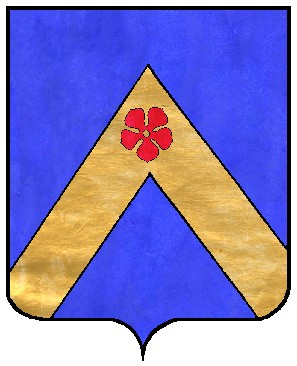
DECVS
ET TVTAMEN
IN ARMIS
(Énéide, Livre V, v. 262)
armes et devise de la famille (de) Dax d'Axat et de Cessales

## Carrière politique
Il est maire de Montpellier de 1814 à 1830. Exilé aux Cent-Jours. Premier président de la Société des beaux-arts de Montpellier, il est à l'origine de la création du musée Fabre, principal musée d'art de Montpellier, ouvert au public en 1828 à la suite d'une donation du peintre et collectionneur François Xavier baron Fabre
En tant que maire de Montpellier il reçoit officiellement de nombreuses personnalités dont :
- Le comte d'Artois en 1814 pour la pose de la première pierre pour le rétablissement à Montpellier de la statue équestre du roi Louis XIV, place du Peyrou[11].
- Le duc d'Angoulême et la duchesse d’Angoulême fille du roi Louis XVI et de la reine Marie Antoinette.
- Le roi François Ier des Deux-Siciles et la reine Marie-Isabelle, ainsi que plusieurs membres de cette famille royale reçus avec faste le 12 novembre 1829. Le roi et la reine lui témoignèrent leur extrême satisfaction pour la façon dont il les avait reçu avec son épouse la marquise de Dax d'Axat.
- La duchesse de Berry le 17 novembre 1829, qui remercia chaleureusement le maire pour l'accueil qu'il lui avait réservé, avec les autorités ainsi que toute la population.

Il est appelé par lettre close du roi à assister à son sacre à Reims, autorisé à cette occasion à monter dans les carrosses du roi pour se rendre à la cérémonie, y étant présent dans les stalles du chœur de la cathédrale.
Il fait ériger en 1828 par la ville Place du marché aux fleurs une statue du roi Louis XVI. Cette statue fut déposée en 1831 en raison du récent changement de régime et de l'avènement de la monarchie de Juillet, remisée jusqu'en 1967 par la ville. Elle se trouve aujourd'hui à Louisville aux États-Unis où elle fut inaugurée le 12 juillet de la même année après avoir été offerte à l'occasion du jumelage des deux villes.
Il donne sa démission en 1830 lorsque le duc d'Orléans futur Louis-Philippe Ier, nommé lieutenant général du royaume par le roi Charles X avec la mission expresse d'assurer la montée sur le trône de son petit-fils le duc de Bordeaux choisit de se faire proclamer roi des Français.

## Propriétaire des Forges et laminoirs d'Axat
Il agrandit les forges et laminoirs d'Axat créés avant la Révolution par son cousin Marc Antoine Marie Thérèse de Dax marquis d'Axat dont il est l'héritier par testament de 1788. Il les fait passer, 80 ans après leur création, sous le statut de « Société anonyme des forges et usines d'Axat », approuvé par ordonnance royale du roi Louis-Philippe du 19 septembre 1837, faisant atteindre  en 1849 un niveau de production annuel de 150 tonnes d'acier,.
Il soutient activement les projets de travaux de percement de la route classée départementale en 1821, allant du défilé de Pierre-Lys jusqu'à Axat, inspirés par l'Abbé Félix Armand, curé de Saint-Martin-Lys. Il fait réaliser à ses frais la partie de la route menant du défilé jusqu'à Axat.

## Décorations
- Chevalier de l'Ordre royal et militaire de Saint-Louis en 1814 par le comte d'Artois[18],[19].
- Chevalier de la Légion d'honneur par brevet du 18 août 1821 pour prendre rang à dater du 13 février 1815[18].
- Décoré du Lys